# Blepharella chinonaspis
Blepharella chinonaspis är en tvåvingeart som först beskrevs av Mario Bezzi 1908.  Blepharella chinonaspis ingår i släktet Blepharella och familjen parasitflugor.
Artens utbredningsområde är Kongo. Inga underarter finns listade i Catalogue of Life.